# Каранович, Анатолий Георгиевич
Анатолий Георгиевич Каранович (23 июня 1911, Санкт-Петербург — 5 июля 1976) — советский актёр, режиссёр и сценарист.

## Биография
В 1930 году окончил Опытную школу эстетического воспитания под руководством Н. И. Сац. Был актёром театра МГСПС.
С 1931 года — режиссёр в музыкальных и драматических театрах. 
В мультипликации с 1956 года. Режиссёр и сценарист кукольных фильмов. Работал на киностудии «Союзмультфильм». Снимал киноверсии кукольных эстрадных номеров, фильмы с театральными куклами, позже — объёмные мультфильмы, картины в технике перекладки, комбинированные фильмы (совместно с С. Юткевичем). Первым в СССР применил технику песка. Был членом худсовета «Союзмультфильма», режиссёрской коллегии кукольных фильмов, худсовета кукольного ХПО, участвовал в комиссии по разработке технологического процесса производства кукольных фильмов. Возглавлял творческую секцию на «Союзмультфильме».
Автор книги «Друзья мои куклы» (1971).

## Награды на фестивалях
- Мультфильм «Влюблённое облако»
  - 1960 — III МКФ мультипликационного кино в Аннеси — Специальная премия жюри «За поэтичность и народность в искусстве»[1].
  - 1960 — II МКФ кукольных и марионеточных фильмов в Бухаресте — Серебряная медаль.
  - 1960 — VII МКФ к/м фильмов в Оберхаузене — Приз ФИПРЕССИ.

## Фильмография
- 1956 — Сказка о попе и о работнике его Балде (режиссёр)
- 1957 — Слово имеют куклы (режиссёр)
- 1957 — Тихая пристань (режиссёр)
- 1958 — Петя и волк (режиссёр)[2]
- 1958 — Старик и журавль (режиссёр в соавторстве с Р. Качановым)
- 1959 — Влюблённое облако (режиссёр в соавторстве с Р. Качановым)
- 1960 — Прочти и катай в Париж и Китай (режиссёр в соавторстве с Т. Бунимовичем, сценарист в соавторстве с В. Курчевским) — экранизация одноимённого стихотворения В. Маяковского
- 1962 — Баня (режиссёр-постановщик и сценарист в соавторстве с С. Юткевичем)
- 1963 — Ку-Ка-Ре-Ку (режиссёр в соавторстве с Т. Бунимовичем)
- 1963 — Мистер Твистер (режиссёр)
- 1964 — Страна Оркестрия (режиссёр)
- 1965 — Песня летит по свету (режиссёр)
- 1965 — Странички календаря (режиссёр)
- 1967 — Шесть Иванов — шесть капитанов (режиссёр)
- 1967 — Приключения барона Мюнхаузена (режиссёр)
- 1968 — Комедиант (режиссёр)
- 1969 — Рисунок на песке (режиссёр, сценарист в соавторстве с Людмилой Зубковой)
- 1970 — Отважный Робин Гуд (режиссёр)
- 1972 — Как машина заболела (режиссёр)
- 1972 — Экспонат («Фитиль», № 121) (режиссёр)
- 1973 — Ильинский о Маяковском (режиссёр-постановщик и сценарист в соавторстве с С. Юткевичем)
- 1973 — Кем быть? (режиссёр, сценарист) — по стихотворению В. Маяковского
- 1975 — Маяковский смеётся (режиссёр-постановщик и сценарист в соавт. с С. Юткевичем)
- 1976 — Петя и волк (режиссёр)[3] — экранизация симфонической сказки Сергея Прокофьева